# ASi-Profile
ASi-Profile ist eine Erweiterung von Autodesk Inventor für den 3D-CAD-Stahlbau und wird vom deutschen Unternehmen Mensch und Maschine Software SE (MuM) entwickelt.

## Zweck
Üblicherweise wird die CAD-Software Autodesk Inventor zur mechanischen Konstruktion im Maschinenbau, Stahlbau und Anlagenbau eingesetzt. Mit dem Zusatzprodukt ASi-Profile können auch die erforderliche Traggerüste, Unterkonstruktionen, Steuer- und Wartungsbühnen, Treppenzugänge, Geländer, Absperrungen usw., die eine eher stahlbautypische Konstruktion, auch mit Schraubenverbindungen erfordern, in einer Konstruktionsumgebung durchgeführt werden. Dies erlaubt den Unternehmen deutlich kürzere Projektlaufzeiten, Wiederverwendung und Änderung vorhandener Daten. Neben der realistischen 3D-Darstellung werden Zeichnungen, Stück- und Säge-Listen ausgegeben. Eine Massen- und Schwerpunkt-Analyse (Kran-/ Transport-Handling) kann erstellt werden. Optional ist über eine IFC-Schnittstelle für die BIM-Datenausgabe und über die DSTV-Schnittstelle eine automatisierten Ausgabe der NC-Daten für Fertigungsmaschinen (Bleche, Abwicklungen, Profile sägen, bohren) möglich.

### Einsatz im Maschinenbau, Stahlbau, Anlagenbau
ASi-Profile wird mit dem Autodesk Inventor eingesetzt, wenn Stahlbau- und/oder benutzerdefinierte Profile erstellt  und verbunden werden. In 3D-CAD-Systemen für den Maschinenbau fehlen oft spezielle Funktionen um stahlbautypische Konstruktionen zu erzeugen. Für den Konstrukteur bedeutet dies, dass er beispielsweise, die Hallenkonstruktion, den Zugang zu den Maschinen, Treppen, Geländer, Traggerüste oder die Steuerbühnen umständlich und sehr zeitaufwändig erstellen muss.

### Einsatz in der Schlosserei, Metallbau
Im Bereich Schlosserei und Metallbau stellt sich häufig die Aufgabenstellung Treppen, Bühnen, Außenbalkone, Geländer und Ähnliches zu konstruieren und zu fertigen, wobei hier als Besonderheit meist ein angepasstes, wenn nicht einzigartiges Bauwerk gewünscht ist, das eher von Anforderungen an das Aussehen und die Anmutung geprägt ist. Neben der einfachen Konstruktion der Bauteile kann der Anwender auch realistische Bildansichten erzeugen und damit vor Fertigstellung des Bauwerks bereits das Endprodukt vorstellen, was besonders bei der Auftragsanbahnung vorteilhaft ist.

## Geschichte
Die erste Version der Software für Inventor 5 wurde im Jahr 2001 fertiggestellt. Damals war es erstmals möglich, Zusatzprogramme zu der weltweit verbreiteten Software Autodesk Inventor zu erstellen. Seitdem gibt es jährliche Updates. Aus ACAD-Stahl, einem der ersten 3D-Stahlbauprogramme auf Basis von AutoCAD (1993 erstmals auf der Hannover Messe vorgestellt) wurde die für Stahlbaukonstruktionen benötigte Grundfunktionalität auf Autodesk Inventor übertragen. Aus ACAD-Stahl für Inventor entstand der Name „ASi-Profile“.
Mensch und Maschine entwickelt das Produkt kontinuierlich weiter, um die vorhandenen Funktionen zu optimieren.
Neue Ideen werden im engen Dialog mit erfahrenen Anwendern verwirklicht und die Produktivität durch die Einbindung in PDM und PLM weiter erhöht.
Mit MuM steelwork kam 2022 ein neues MuM Eigenprodukt auf den Markt, welches den Autodesk Inventor 2023 als OEM-Version beinhaltet. Diese etwas schlankere Version des Autodesk Inventor ermöglicht es, mit einem ausreichenden Funktionsumfang, die Bedürfnisse des Stahlbaus, mit dem kompletten Umfang der ASi-Profile abzudecken. Die Anwendung der Stahlbaufunktionen und die Benutzeroberfläche sind gleich der Add-On Version.
Die neue Version der bisherigen ASi-Profile für Inventor, wurde mit der Version für Autodesk Inventor 2024 in den Namen „MuM steelwork booster for inventor“ umbenannt und damit dem bestehenden Eigenprodukt MuM steelwork zugeordnet.
Das Hauptmerkmal der unterschiedlich benannten Versionen ist, „MuM steelwork booster for inventor“ ist das Add-On für den Autodesk Inventor Professional und damit für Anwender, die den vollen Funktionsumfang des Autodesk Inventor nutzen.
Die Software wird in den Sprachversionen deutsch und english bereitgestellt, international vertrieben und von Anwender in den Ländern Australia, Austria, Belgium, Bulgaria, Canada, Czech Republic, Denmark, Germany, England/UK, Finland, Greece, Ireland, Israel, Italy, Liechtenstein, Luxembourg, Mexico, New Zeeland, Netherland, Norway, Poland, Sweden, Switzerland, Slovakia, South Africa und den U.S.A. eingesetzt.
Weitere Sprachversionen, eigene Profilformen, nationale und international Normen lassen sich individuell anpassen, bzw. erweitern.

## Verbreitung, Plattform
Die Software ist weltweit im Einsatz und wird über autorisierte Autodesk Partner verkauft, die zusätzlich auch Training, Automatisierung der Systeme und die Betreuung der Anwender übernehmen.
In diversen Fachzeitschriften im Bereich CAD und für die Konstruktionstechnik im Bereich Mechanik und Stahlbau wird regelmäßig über die Software berichtet.